# Lienardia perplexa
Lienardia perplexa é uma espécie de gastrópode do gênero Lienardia, pertencente a família Clathurellidae.